# Subventrikulära zonen

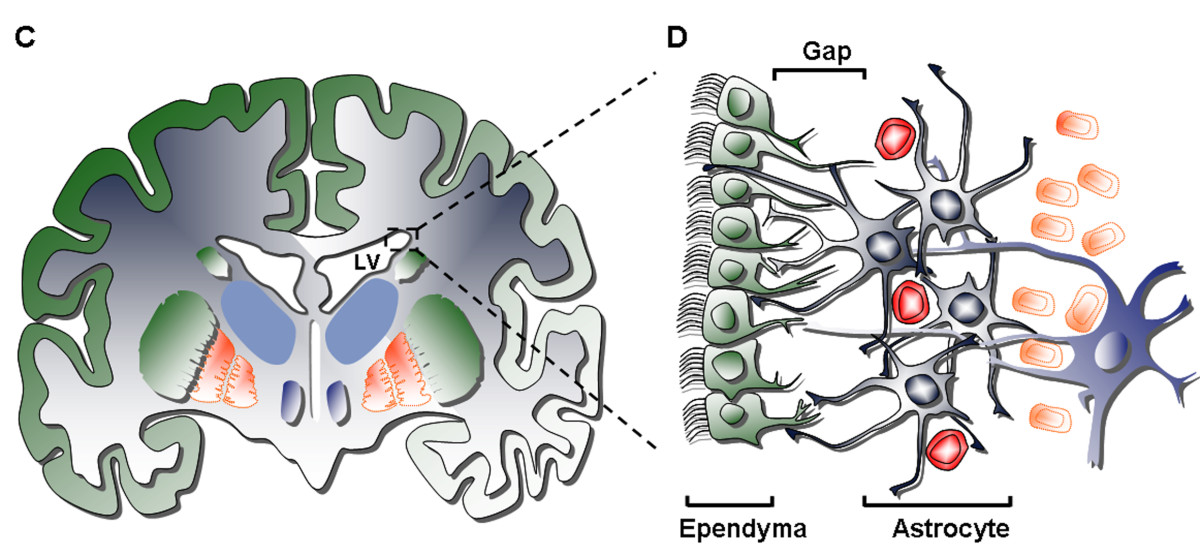

Subventrikulära zonen (SVZ) beskriver ett anatomiskt område i de laterala ventriklarna i hjärnan. Den subventrikulära zonen är lokaliserad till området strax under de laterala väggarna till de laterala ventriklarna. SVZ är ett av två områden i hjärnan där man funnit stamceller som bildar nya nervceller. Stamceller som mognar ut till nervceller vandrar från SVZ via rostrala migrationsbanan till luktbulben där de blir funktionella neuroner.  Tillsammans med den subgranulära zonen i gyrus dentatus verkar den subventrikulära zonen som en källa till nya stamceller i hjärnan vid neurogenes hos vuxna.
Fyra celltyper har beskrivits i SVZ:
- Ependymala celler som ligger mot ventrikelns lumen. Cellerna har projektioner för att cirkulera cerebrospinalvätska
- Neuroblaster som migrerar mot luktbulben
- Astrocytiska typ B-celler som av vissa anses vara de riktiga stamcellerna i SVZ
- Transit amplifying cells (C-celler)